# NGC 2191
NGC 2191 (другие обозначения — ESO 160-14, PGC 18464) — линзообразная галактика (SB0) в созвездии Киля. Открыта Джоном Гершелем в 1837 году. В спектре галактики есть компонента, описываемая тепловым излучением с температурой, соответствующей 0,33 кэВ, которая наблюдалась телескопом Chandra.
Этот объект входит в число перечисленных в оригинальной редакции «Нового общего каталога».